# 熱血高校ドッジボール部

『熱血高校ドッジボール部』（ねっけつこうこうドッジボールぶ）は、テクノスジャパンより1987年11月に発表されたアーケードゲーム。のちにハードウェア移植や続編が数多く発表された（#移植版・続編・関連商品を参照）。

## ゲームについて
熱血高校を操作して、花園高校や世界の強豪相手にドッジボールで勝負する。難易度は、最初は大したことがないが、世界大会になるとかなり難しくなる。外国人は必殺技が打て、中には取れないものもある。さらに敵には途中出場もあり、誰か倒すと新たに出場してくるので、非常に難易度が高い。アメリカチームを倒すと、エンディング後にイギリス戦から再スタートして、制限時間が10秒縮小されたうえに敵の耐久力が上がった状態での試合となる。7周目を上限に10秒ずつ短縮されて耐久力が上がる仕様ではあるが、2周目の時点で耐久力アップした敵を時間内に倒すことがすでに困難であり、7周目到達は事実上不可能である。
2クレジットの投入で、1Pの熱血高校と2Pの花園高校での対人戦も可能。再戦は1クレジットで可能。再戦しなかった場合、勝利したプレイヤーは無料でそのまま1人用をプレイできる。対人戦では、時間切れになった場合、内野に残った人数が多いほうが勝者となる。しかし、内野の人数が同数だった場合は引き分けとなり、両者ゲームオーバーとなる（再戦や1人用の続行ができずタイトル画面に戻る）。なお、いわゆる「乱入プレイ」はない。
ドッジボールのゲームであるが、ルールは一般的なドッジボールのルールとは違う。相手の内野の選手にシュートがヒットした場合、その内野選手は外野に出ることはないが、体力値が減る。何度もシュートを当てられて体力が0になった選手は天使となって昇天して試合から脱落する（次の試合には帰ってくる）、という『くにおくんシリーズ』ならではのケンカスポーツである。
BGMは作中に登場する国々の民族音楽風に作曲されたものを使用している。
なお、ほかの移植作品とは違い、ほとんどの選手に名前はつけられていない。
本作は新ジャンルを開拓してゲーム業界に新旋風を巻き起こしたテクノスジャパンの代表作で、岸本良久と富山徳之が制作に携わっている。

## 敵チーム内容
大部分のキャラクターは名前が設定されていないので、外観に由来する種類名（実際にゾンビだったりするわけではない）がつけられている。
なお、くにおのチームも含め、キャラクターの大きさが、小さいキャラと大きいキャラに分けられている。

### 花園高校
内野
- りき
- チビ×3

外野
- チビ×3

### イギリス
内野
- 怪物×2（そのうち1人は補充）
- 痩せゾンビ×3

外野
- チビ×2、痩せゾンビ

### アイスランド
床が氷になっていて滑りやすい。
内野
- 怪物×2（そのうち1人は補充）
- デブ男×3

外野
- チビ×2、デブ男

### 中国
内野
- 怪物×3（そのうち2人は補充）
- チビ、デブ男、痩せゾンビ

外野
- チビ、デブ男、痩せゾンビ

### アフリカ
内野
- 怪物×3（そのうち1人は補充）
- 痩せゾンビ×2

外野
- 痩せゾンビ×2、怪物

### アメリカ
内野
- 怪物×6（そのうち2人は補充）

外野
- 怪物×3

## ルールについて
このゲームでは内野同士、外野同士のパスを行うことができるが、実際のドッジボールでは禁止行為である。
制限時間内に敵コートの内野を全員倒さないと、味方コートの内野の人数に関係なくゲームオーバーとなる。
ジャンプでのセンターライン超えてのシュート及びパスは可能だがジャンプせずにセンターラインに触れると敵ボールとなる。
ボールをしばらく持ったまま、または連続でパスし続けてシュートを打たずにいると、審判がカウントを始める。そして、カウントが終わると自動的に敵ボールとなる。

## 移植版・続編・関連商品
- 熱血高校ドッジボール部 (ファミリーコンピュータ) - 1988年7月26日

アーケード版をベースにしたアレンジ移植。選手個別のパラメーター設定や必殺技の魔球が設定され、2人対戦モードも実装された。クラブ練習モードではマルチタップを用いての4人対戦も可能。グラフィックはファミコンのスプライト機能の制限により選手は全員同サイズで統一され内野は3人までとなる。
- 熱血高校ドッジボール部（X68000版）- 1988年9月

アーケード版の移植。BGMはオリジナルをそのままステレオ化してある。裏技使用によりキャラクターのバリエーションが増えたり、背景が多重スクロールにもなる。審判の女の子の声も変わる。
- 熱血高校ドッジボール部 PC番外編（PCエンジン版） - 1990年3月30日

グラフィックはアーケード版に準拠し、選手個別のパラメーター要素や必殺技の魔球の設定等はファミコン版から取り入れられ仕上げられたパワーアップ移植。通常の世界大会の他にも、宇宙人チームと戦うオリジナルのクエストモードも追加されている。対戦モードも実装されているが、ファミコン版のように全チームを使えるわけではなく、熱血高校と花園高校の2チームでしか対戦できない仕様となる。また、ゲーム中は常時60フレームで処理されており、キャラの動きのスムーズさにおいてはアーケード版以上だった。
- 熱血高校ドッジボール部 強敵!闘球戦士の巻（ゲームボーイ版） - 1991年8月8日
- くにおくんのドッジボールだよ全員集合!（スーパーファミコン版）- 1993年8月6日
- くにおの熱血闘球伝説（ネオジオ版）- 1996年

海外版でもめったにお目にかかれないレアゲー。テクノスジャパン倒産後に稼動開始したものと思われる。
- オレたちゲーセン族 熱血高校ドッジボール部（PlayStation 2版）- 2006年1月26日

アーケード版だが、X68000版と比較すると、明らかに再現度や画面処理に関して問題点が見られる。
- 超熱血高校くにおくん ドッジボール部（ニンテンドーDS版）- 2008年3月19日

ミリオン制作、アークシステムワークス販売の作品。本作では相手のコートで肉弾戦も可能。
- Super Dodge Ball（アーケード版、北米市場向け）

プレイヤーのチーム本拠地はアメリカ。ステージはアメリカから始まり、決勝は日本となっている。
- Super Dodge Ball（NES版、北米市場向け）

プレイヤーチームなどはアーケードと同じだが、決勝が日本ではなくUSSR（ソ連、性格やパラメータは日本版アメリカチーム）となっており、日本（性格やパラメータは日本版ソ連チームのキャプテン至上主義を踏襲）は準決勝となっているので、謎の軍団の戦いやエンディングの胴上げ記念写真はソ連ステージとなる。またアフリカは具体的に国名をケニアとなっている。詳細はSuper Dodge Ball（英語版）のページを参照。
- ダウンタウン ドッジボールだよ全員集合!!

PC用に制作されたソフト（厳密に言えば同人ゲームの1つ）。製作チームである「Miracle Kidz」は後に会社化した。主要スタッフは元テクノス社員なので事実上の続編に近い存在。
- ダウンタウン 激凸ドッジボール!

XNAで制作されたXbox 360インディーズゲーム。800MSP。Miracle Kidzが開発。
- ダウンタウン熱血どっじぼーる (Wiiウェア) - 2011年7月12日配信

モードはダウンタウンとワールドに分かれている。カスタマイズも豊富。800P。製作はMiracle Kidz。
- 熱血高校ドッジボール部　(PlayStation 4版/Nintendo Switch版) - 2015年7月31日配信[2]（NSW版は2020年8月27日配信[3][4]）

アーケード版の移植。アーケードアーカイブスの一作品。
- レトロスティック 熱血LEGEND くにおくん - 2024年12月10日発売

ファミコン版の移植。テレビのHDMIポートに挿して使用するゲーム内蔵スティックで、他に『ダウンタウン熱血物語』、『ダウンタウンスペシャル くにおくんの時代劇だよ全員集合!』、『びっくり熱血新記録!はるかなる金メダル』、『ダウンタウン熱血行進曲 それゆけ大運動会』も収録。
- ジョイントTV!くにおくん - 2024年12月20日発売

ファミコン版の移植。ラウンドワン限定プライズ景品。1タイトルのみを収録したPnPゲーム機で、他に『ダウンタウンスペシャル くにおくんの時代劇だよ全員集合!』、『びっくり熱血新記録!はるかなる金メダル』のバージョンも存在する。